# Coyuca de Benítez
Coyuca de Benítez är en ort i Mexiko.   Den ligger i kommunen Coyuca de Benítez och delstaten Guerrero, i den södra delen av landet, 290 km söder om huvudstaden Mexico City. Coyuca de Benítez ligger 22 meter över havet och antalet invånare är 12 487.
Terrängen runt Coyuca de Benítez är kuperad norrut, men söderut är den platt. Runt Coyuca de Benítez är det ganska glesbefolkat, med 25 invånare per kvadratkilometer. Coyuca de Benítez är det största samhället i trakten. Omgivningarna runt Coyuca de Benítez är en mosaik av jordbruksmark och naturlig växtlighet.